# Gomphus personatus
Gomphus personatus är en trollsländeart som beskrevs av Selys 1873. Gomphus personatus ingår i släktet Gomphus och familjen flodtrollsländor. Inga underarter finns listade i Catalogue of Life.